# Нескладуха
«Нескладуха» — радянський короткометражний художній фільм, поставлений на кіностудії «Ленфільм» у 1979 році режисером Сергієм Овчаровим за оповіданням В'ячеслава Шишкова «Вінолази».

## Сюжет
Мужики вкрали з підвалу «Головного депо столових вин» бочку вина, але не зуміли доставити її додому. Не втримали бочку на пагорбі і, на очах у численних свідків, вона впала в річку. Всі спроби дістати її з води не вдалися. Довелося кликати на допомогу солдата, який прийшов недавно зі служби. Той намагався пірнати, але нічого не вийшло. Тоді солдат, який звик до несподіваних труднощів, зробив з коров'ячої шкури повітряну кулю. Причепили бочку до мотузки і, куля захопила її за собою з води, все вище і вище несучи в небо.

## У ролях
- Анатолій Рудаков —  солдат
- Євдокія Алексєєва —  мати солдата
- Віктор Гоголєв —  мужик в високому капелюсі
- Олександр Афанасьєв —  мужик
- Борис Аракелов —  безбородий мужик в картузі
- Олександр Захаров —  мужик
- Микола Кузьмін —  мужик
- Герман Колушкін —  мужик
- Павло Первушин —  сонний мужик в валянках
- Олександр Суснін —  мужик з забинтованою щокою
- Станіслав Соколов —  ошатний хлопець з гармошкою
- Микола Федорцов —  ошатний хлопець
- Рудольф Челіщев —  мужик
- Віталій Щенніков —  чорнобородий мужик

## Знімальна група
- Сценарій і постановка —  Сергій Овчаров
- Оператор-постановник —  Ростислав Давидов
- Художник-постановник —  Віктор Амельченко
- Композитор —  Ігор Мацієвський
- Звукооператор — Григорій Ельберт
- Ленінградський музичний камерний фольклорний ансамбль. Керівник —  Ігор Мацієвський
- Консультант по фольклору —  Володимир Бахтін
- Режисер —  Валерій Биченко
- Оператор — Г. Нестеренко
- Асистенти: 
 режисера — М. Цвєткова, Є. Котлякова 
 звукооператора — Олена Демидова
- Монтаж —  Зінаїда Шейнеман
- Грим — І. Перкатова

Костюми — Ю. Колотко
- Трюки — Юрій Верьовкін
- Редактор —  Ірина Тарсанова
- Директор — Георгій Гуров
- Фільм знятий на плівці виробничого об'єднання «Свема»